# Footwork FA12

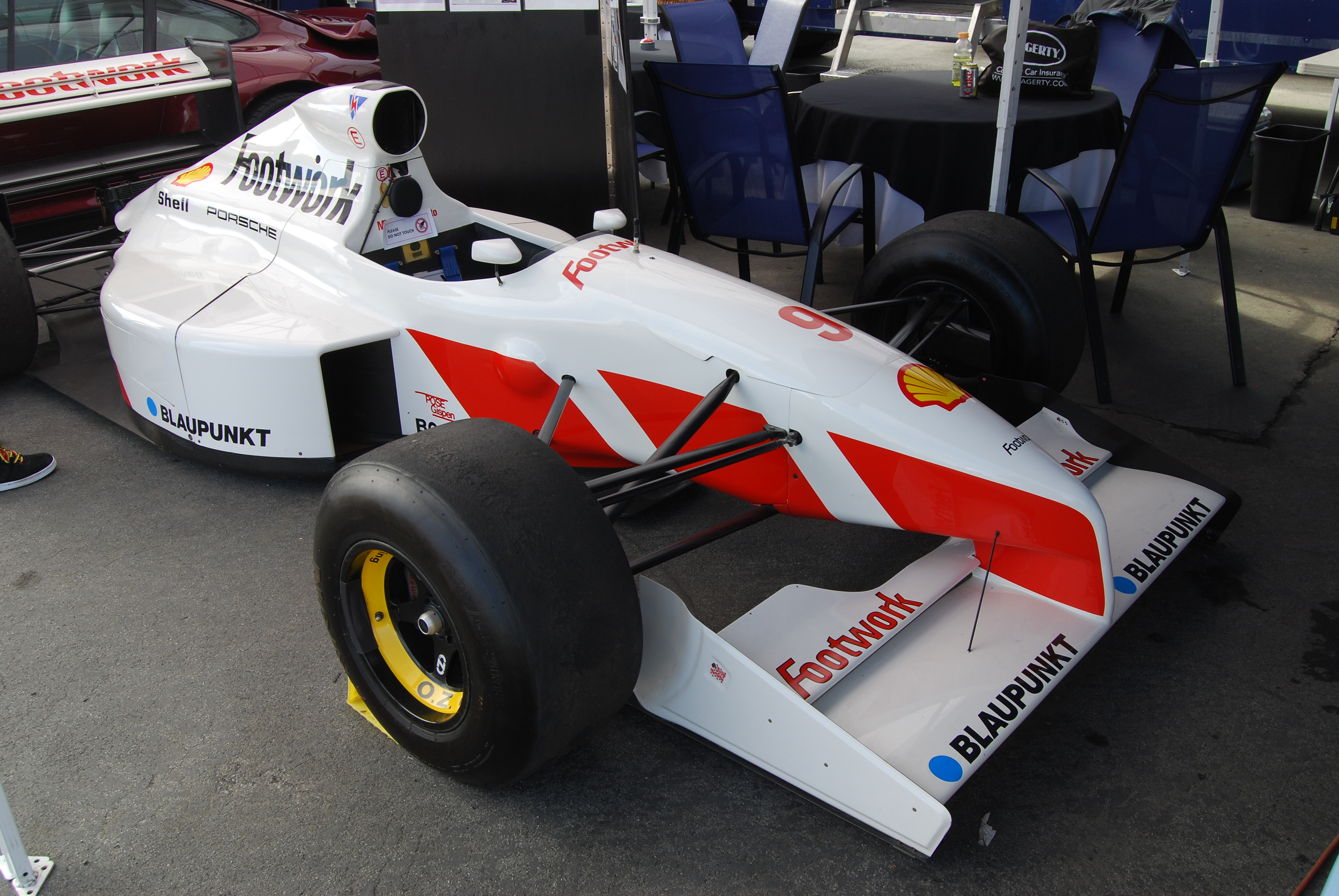
Footwork FA12

Der Footwork  FA12 war ein Formel-1-Rennwagen des britischen Teams Arrows, der von 1991 bis 1993 mit einem von Porsche neu konstruierten V12-Motor eingesetzt werden sollte. Konstrukteur des Footwork-Chassis war Alan Jenkins.

## Geschichte
1989 wurde bekannt, Porsche strebe nach dem Gewinn der Fahrerweltmeisterschaft mit dem von TAG finanzierten Turbomotor und von McLaren gebauten Chassis in den Jahren 1984 bis 1986 ein erneutes Engagement in der Formel 1 an. Im Gegensatz zu der zuvor eingesetzten Turbotechnik verlangte das FISA-Reglement nun einen Saugmotor mit maximal 3,5 Liter Hubraum, sodass es nicht möglich war auf bewährte Technik zurückzugreifen. Binnen kurzer Zeit musste ein neues Triebwerk entwickelt werden.
Anfang 1990 sicherte sich der japanische Inhaber von Footwork, Wataru Ohashi, den Motor exklusiv von Porsche und übernahm das finanzielle Risiko. Das Chassis fertigte Arrows. Als Fahrer wurden Michele Alboreto und Alex Caffi verpflichtet. Porsche trat – im Gegensatz zum Engagement bei McLaren – zusammen mit Footwork als Bewerber auf.
In der Saison 1991 ging der FA12 an den Start. Der Wagen erwies sich jedoch als unausgereift. Dies betraf sowohl den Motor als auch das von Footwork beziehungsweise Arrows gebaute Sechsganggetriebe und das Fahrwerk. Dem Aggregat fehlte es deutlich an Leistung, zudem trug es aufgrund seines Übergewichts zu Handlingproblemen bei. Hinzu traten massive Probleme mit dem Öldruck, die bei den ersten GP-Wochenenden zu zahlreichen Motorschäden führten. Oft blieben die Fahrzeuge bereits nach wenigen Runden liegen.
Caffi konnte sich für die ersten vier Rennen nicht qualifizieren. Nach einem Verkehrsunfall ersetzte ihn Stefan Johansson, ohne die Ergebnisse verbessern zu können. Die Nichtqualifikation beider Fahrer beim Grand Prix von Brasilien war ernüchternd. Mitten in der Saison, nach dem französischen Grand Prix im Juli, schied Porsche aus dem Projekt aus. Arrows setzte für den Rest der Saison auf die bereits in die Jahre gekommenen Ford-Cosworth-Aggregate. Doch auch mit dieser Konstellation war keine Leistungsverbesserung verbunden. Die Qualifikation für die Rennen blieb eine hohe Hürde, die nur gelegentlich gemeistert werden konnte. Zwar gelangen in den letzten Rennen gelegentliche Zielankünfte, Konstrukteurspunkte aber blieben außer Reichweite.

## Technische Daten
| Footwork FA12             | Daten                                           |
| ------------------------- | ----------------------------------------------- |
| Motor                     | 12-Zylinder in V-Form, Winkel 80°               |
| Hubraum                   | 3498 cm³                                        |
| Bohrung × Hub             | 86 × 50,2 mm                                    |
| Leistung bei 1/min        | 496 kW (670 PS) bei 13500                       |
| Max. Drehmoment bei 1/min |                                                 |
| Verdichtung               |                                                 |
| Ventilsteuerung           | Vierventiler, DOHC, angetrieben durch Zahnräder |
| Kühlung                   | Wasserkühlung                                   |
| Getriebe                  | 6-Gang-Getriebe                                 |
| Bremsen                   | Scheibenbremsen                                 |
| Radaufhängung vorn        |                                                 |
| Radaufhängung hinten      |                                                 |
| Federung vorn             |                                                 |
| Federung hinten           |                                                 |
| Karosserie                | Monocoque                                       |
| Spurweite vorn/hinten     |                                                 |
| Radstand                  |                                                 |
| Reifen                    |                                                 |
| Maße L ×B × H             |                                                 |
| Leergewicht               | 500 kg                                          |
| Höchstgeschwindigkeit     | 350 km/h                                        |